# Шаповал, Василий Кондратович
Василий Кондратович Шаповал (1 января 1925, Камышанка, Полтавская губерния — 13 марта 1979, Камышанка, Сумская область) — советский военнослужащий, участник Великой Отечественной войны, Герой Советского Союза, стрелок 465-го стрелкового полка 167-й Сумско-Киевской дважды Краснознамённой стрелковой дивизии 38-й армии 1-го Украинского фронта, красноармеец.

## Биография
Родился 1 января 1925 года в селе Камышанка ныне Недригайловского района Сумской области в семье крестьянина. Украинец. В 1937 году окончил 4 класса начальной школы. Работал в колхозе.
В конце августа 1943 года вместе с другими односельчанами был угнан фашистами в Германию. На станции Бахмач Черниговской области юноши бежали из эшелона, перешли линию фронта и влились в ряды Красной Армии.
Участник Великой Отечественной войны с сентября 1943 года. Воевал на Воронежском и 1-м Украинском фронтах. Был ранен.
Стрелок 465-го стрелкового полка комсомолец красноармеец Василий Шаповал после форсирования Днепра в районе села Вышгород участвовал в боях за удержание и расширение плацдарма. Особенно отличился в боях за Киев с 3 по 5 ноября 1943 года.
Указом Президиума Верховного Совета СССР от 10 января 1944 года за мужество и отвагу, проявленные в боях по захвату и удержанию плацдарма на правом берегу Днепра, красноармейцу Шаповалу Василию Кондратовичу присвоено звание Героя Советского Союза с вручением ордена Ленина и медали «Золотая Звезда».
В 1944 году окончил курсы младших лейтенантов. С 1946 года лейтенант В. К. Шаповал — в запасе. Жил и работал на родине. Умер 13 марта 1979 года.

## Награды
Награждён орденом Ленина, медалями.

## Память
В посёлке городского типа Недригайлов Сумской области на Аллее Героев установлена памятная доска В. К. Шаповала.